# Bewegung für den Rücktritt von Präsidentin Park Geun-hye

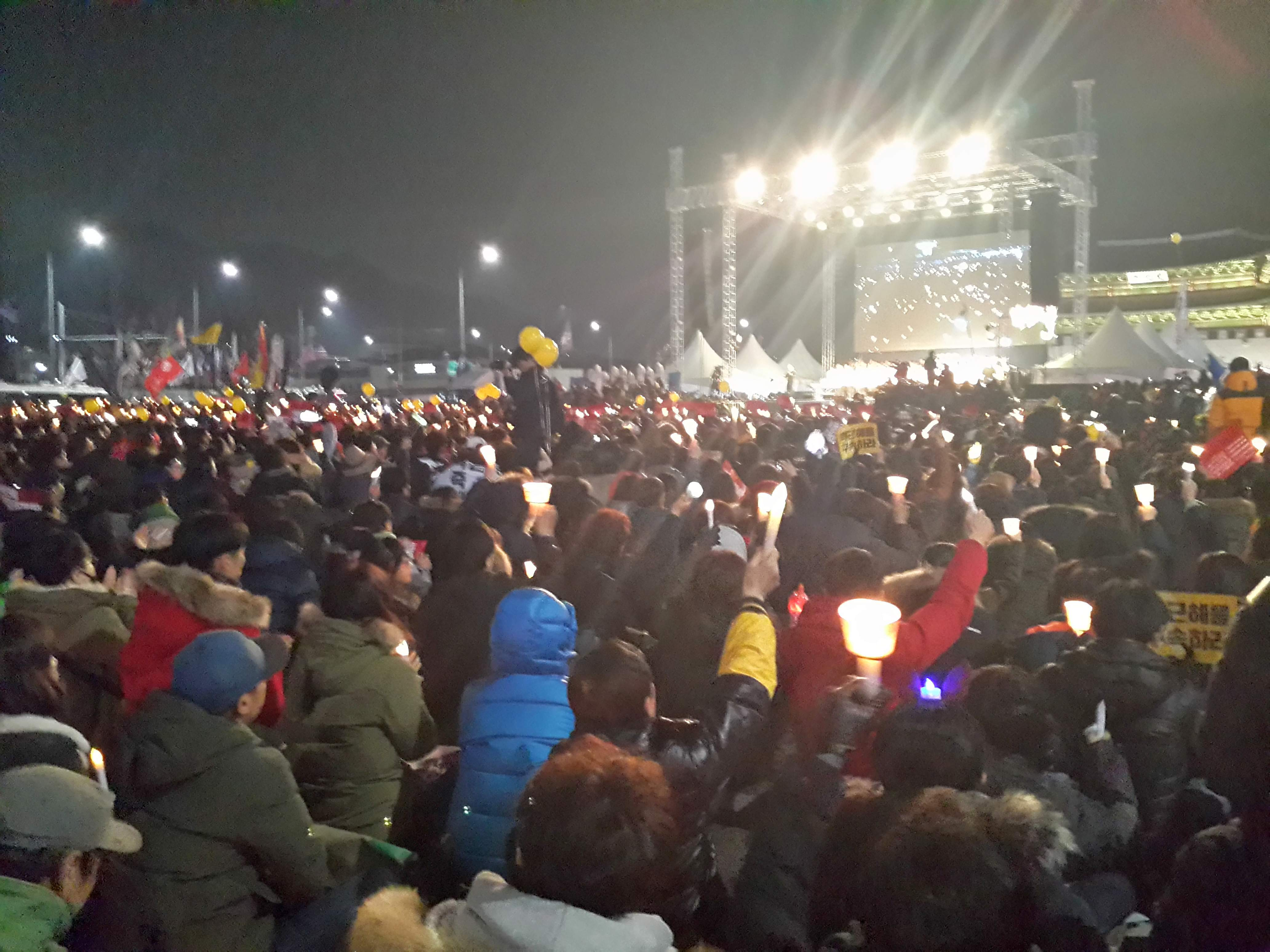
Protest in Seoul am 7. Januar 2017

Seit dem 26. Oktober 2016 kommt es in Südkorea zu Protesten durch die Bewegung für den Rücktritt von Präsidentin Park Geun-hye, dem amtierenden Staatsoberhaupt des Landes. Der Protest fand seinen ersten Höhepunkt am 29. Oktober 2016, als Tausende Koreaner gegen die weitverbreitete Korruption und eine verantwortungslose Haltung ihrer Präsidentin demonstrierten. Am 12. November nahmen etwa eine Million Personen an den Straßenprotesten teil.

## Vorgeschichte
Ab Juli 2016 kam es an der Ewha Womans University zu zahlreichen Protesten über 80 Tage gegen die Präsidentin der Universität, Choi Kyung-hee. Im Verlauf der Proteste wurde gegen Choi Kyung-hee ermittelt, wobei die Beziehung zu Choi Soon-sil offenbar wurde. So wurde Choi Soon-sils Tochter, Chung Yu-ra, zugelassen, obwohl sie die Anforderungen der Universität nicht erfülle. Es war bereits bekannt, dass Choi Soon-sil die Tochter von Park Geun-hyes Mentor, Choi Tae-min, ist. In der Folge trat Choi Kyung-hee zurück und die Beziehung zwischen Park Geun-hye und Choi Soon-sil geriet in den Blickpunkt der Öffentlichkeit. Gegen Choi Soon-sil wird ermittelt, da sie ihre Beziehungen zur Präsidentin Park Geun-hye genutzt haben soll, um Geldspenden von Großunternehmen zu erpressen, darunter Samsung und Hyundai. Außerdem hatte sie Zugang zu Parks Reden und soll diese überarbeitet haben. Der Fernsehsender jTBC hat zudem einen Tabletcomputer gefunden, der Choi gehören soll und geheime Regierungsdokumente enthalten soll. Choi streitet ab, dass es ihr Tablet sei. Die Staatsanwaltschaft kam jedoch zu dem Schluss, dass es tatsächlich Chois Tablet sein soll. In koreanischen und angelsächsischen Medien wird der politische Skandal, der die Proteste verursachte, als Choi Soon-sil gate bezeichnet.

## Verlauf
Mitte Oktober 2016 weitete sich der enge Kontakt zwischen Präsidentin Park und der politischen Außenseiterin Choi Soon-sil zum öffentlichen Skandal aus. Choi Soon-sil ist die Tochter des 1994 verstorbenen schamanistischen Geistlichen Choi Tae-min. Das Vertrauensverhältnis zwischen den Frauen wurde als intensiv beschrieben und brachte Choi den Spitznamen „weiblicher Rasputin“ ein. Für politische Beobachter und staatliche Ermittlungsbehörden lag es nahe, dass sie die Amtsgeschäfte der Präsidentin willkürlich beeinflusste. Eine Mitwirkung in dieser Form verstößt sowohl gegen das Prinzip der demokratischen Legitimation in der südkoreanischen Verfassung als auch gegen diverse Vorschriften zur Sicherung von Staatsgeheimnissen. Ende Oktober durchsuchte die Staatsanwaltschaft Büros und Wohnungen, die sie mit Choi in Verbindung brachte.
Medienberichte über die Verbindung zwischen Park und Choi lösten zur gleichen Zeit Massenproteste vor allem in der Nähe des Blauen Hauses in der südkoreanischen Hauptstadt Seoul aus. Am 1. November versuchte ein Demonstrant, mit einem Bagger in das Bürogebäude des obersten Staatsanwalts einzudringen. Am selben Tag wurde Choi Soon-sil in Seoul verhaftet. In den zwei Wochen nach Beginn der Proteste entschuldigte sich Präsidentin Park zweimal öffentlich für den Fehler, Choi so nah in ihrer Umgebung geduldet zu haben, doch die Demonstrationen gegen sie erfuhren in der Folgezeit weiteren Zulauf. Die politische Opposition nutzte die Schwäche der Präsidentin, um die Einsetzung eines von Park favorisierten Regierungschefs zu verhindern. Wie die Protestteilnehmer auf der Straße forderten auch oppositionelle Politiker den Rücktritt der Präsidentin.
Einige Spitzenpolitiker der Oppositionsparteien beteiligten sich an den Protesten, darunter der Seouler Bürgermeister Park Won-soon sowie die Kandidaten der vergangenen Präsidentschaftswahl, Ahn Cheol-soo und Moon Jae-in. Nach den Demonstrationen am 12. November, an denen über eine Million Menschen (260.000 nach Polizeiangaben) teilnahmen, teilte ein Sprecher der Präsidentin mit, dass sie die Proteste sehr ernst nehme.
Eine Umfrage von Real Meter vom 17. November zeigte, dass 73,9 % der Bevölkerung der Auffassung sind, Park solle zurücktreten oder abgesetzt werden.
Am 19. November demonstrierten etwa 600.000 Menschen in Seoul. In weiteren Städten fanden Demonstrationen statt, weshalb die Polizei davon ausging, dass weniger Menschen als zuvor in Seoul demonstrieren würden. Landesweit (einschließlich Seoul) wird die Zahl der Teilnehmer auf eine Million geschätzt. Nachdem am Donnerstag die Universitätseintrittsprüfung (수능 Suneung) stattfand, nahmen auch viele Oberstufenschüler an den Protesten teil.
Zur Demonstration am 26. November kamen 1,9 Millionen Menschen, davon waren 1,5 Millionen in Seoul. Durch die Proteste gegen Park wird auch erneut Kritik bezüglich der „Geschichtsbuch-Kontroverse“ vorgebracht.
Es war eine Befragung Parks durch die Staatsanwaltschaft geplant. Allerdings wurde am 28. November bekanntgegeben, dass Park sich nicht mehr den Fragen der Staatsanwaltschaft stellen möchte, da Park eine Komplizin von Choi sein solle. Stattdessen möchte Park eine unabhängige Untersuchung abwarten.
Am 29. November hielt Park eine Ansprache, in der sie sagte, sie werde nicht zurücktreten. Stattdessen wolle sie das Parlament entscheiden lassen. Sie entschuldigte sich und sagte, stets nach bestem Gewissen gehandelt zu haben. Kurz nach der Rede kamen erneut Gerüchte und Pläne über eine frühe Präsidentschaftswahl 2017 auf.
Am 3. Dezember demonstrierten 2,3 Millionen Menschen gegen Park Geun-hye.
Am 9. Dezember wurde ein Amtsenthebungsverfahren gegen Park durch das Parlament (Gukhoe) eingeleitet. Notwendig war eine Zweidrittelmehrheit unter den 300 Abgeordneten des Parlaments, von denen 128 Parks Saenuri-Partei angehörten. Die Abstimmung endete mit einem Ergebnis von 234 zu 56.
Am Samstag, dem 17. Dezember demonstrierten erneut 770.000 Menschen in Seoul, um Park Geun-hye zum Rücktritt zu bewegen. Am 24. Dezember waren es etwa 700.000. In der Nacht zu Neujahr demonstrierten erneut 1,1 Millionen Menschen landesweit.

## Trivia
- In den südkoreanischen Medien wird häufig von 촛불 집회 Chotbul Jipoe, ‚Candlelight demonstration‘ (Kerzen-Demonstrationen, auch Kerzenbürger-Demonstrationen, ähnlich einer Mahnwache) gesprochen, da die Demonstranten Kerzenlichter bei sich trugen.
- Stellvertretend für alle Teilnehmer wird das Organisationskomitee der Kerzendemonstrationen im Dezember 2017 mit dem Menschenrechtspreis der Friedrich-Ebert-Stiftung geehrt.